# 艾倫·布朗 (作家)
埃伦·霍奇森·布朗（英語：Ellen Hodgson Brown，1945年9月15日—）是美國作家、律師，倡導另類醫學和金融改革。為「金融公共化研究所」（Public Banking Institute）的創始人和總裁。

## 生平
2011年1月，布朗成立了智庫「金融公共化研究所」（Public Banking Institute），該組織主張美國每個州和主要城市都需要一家公共銀行。
布朗撰有《債務之網》（Web of Debt）、《公共銀行之道》（The Public Bank Solution）等書籍。
2013年10月，她在《紐約時報》上發表了有關公共銀行的社論文章：〈公共銀行是資本主義的關鍵〉（Public Banks are Key to Capitalism）。
2014年，布朗代表綠黨競選加利福尼亞州財政部部長。她主張在加州建立一家公共銀行，以解決加州持續的財政危機和基礎設施資金短缺的問題。她在2014年6月3日的初選中的得票率為6.5％，沒有資格參加2014年11月4日的正式選舉。

## 外部連結
- 官方网站 （英文）